# Centaurea zuccariniana
Centaurea zuccariniana — вид квіткових рослин родини айстрових (Asteraceae). Ареал: пд. Албанія, Греція.

## Середовище
Населяє кам'янисті схили, кам'янисті ґрунти.